# Tu Fu
Tu Fu (také Du Fu, či Tu C´-mej; čínsky 杜甫; 712 – listopad 770 Jüe-jang) byl čínský básník a humanista. Je uznáván jako mistr klasických forem i poezie lidového tónu. V Číně je nazýván Š′–šeng, básník básníků. Z jeho díla se zachovalo asi 1500 básní.
První polovina Tu Fuova života se vyznačovala cestováním a bezstarostnými básněmi. Ve druhé půli života byl ovlivněn strádáním a vyhnanstvím. Svými sociálně laděnými reflexemi podal věrný a umělecky velmi účinný obraz své doby poznamenané hrůzami válek. Pro svůj humanismus a vlastenectví je považován za představitele čínské národní literatury. 

## Život

### Mládí
Narodil se roku 712 poblíž města Luo-jang na severovýchodě Číny za vlády dynastie Tchang. Otec byl vysokým úředníkem, často se přesouvajícím z jednoho místa na jiné. Po smrti Tu Fuovy matky se znovu oženil a Tu Fua dal na vychování ke své sestře. Ve své poezii Tu Fu často zmiňuje své tři nevlastní bratry a jednu nevlastní sestru. Tu Fu vyrůstal spolu se svým bratrancem, když však oba chlapci vážně onemocněli, dala Tu Fuova teta údajně přednost uzdravení Tu Fua před svým vlastním dítětem. Tato skutečnost básníka poznamenala na celý život a v jeho verších se odráží smysl pro zodpovědnou a obětavou rodinnou lásku.
Již od mládí se Tu Fu zabýval poezií a kaligrafií a měl styky se významnými autory. První verše skládal již v sedmi letech, v devíti byl zručným kaligrafem.  Zaujetí pro literaturu vděčil i rodové tradici. První léta Tu Fuova života proběhla v bezstarostném duchu. Ve dvaceti letech se vydal směrem do oblastí Ťiang-su a Če-ťiang na cesty, jež trvaly čtyři roky. Poté, co se v Luo-jangu neúspěšně pokusil o složení císařské zkoušky, pokračoval ve svém putování, tentokrát severovýchodní Čínou, kde navštívil Šan-tung a Che-pej. Značně se spřátelil s básníkem Kao Š´.
Roku 741 se Tu Fu usadil se v Luo-jangu. Po třech letech se seznámil s Li Poem, jiným velkým básníkem tchangského období, který byl v té době už velmi uznávaným autorem. Roku 746 zamířil do Čchang-anu a seznámil se s tamějším literárním výkvětem. Přesto měl problémy s živobytím a až roku 755 se stal správcem palácových pancířů a klíčů. Poznal korupční prostředí ve státní správě a špatnou morálku úředníků. Od té doby se v jeho verších objevil ostrý sociálně kritický tón.   Již roku 752 se Tu-Fu oženil a okolo roku 757 měl již tři syny a dvě dcery. 

### Zralá léta

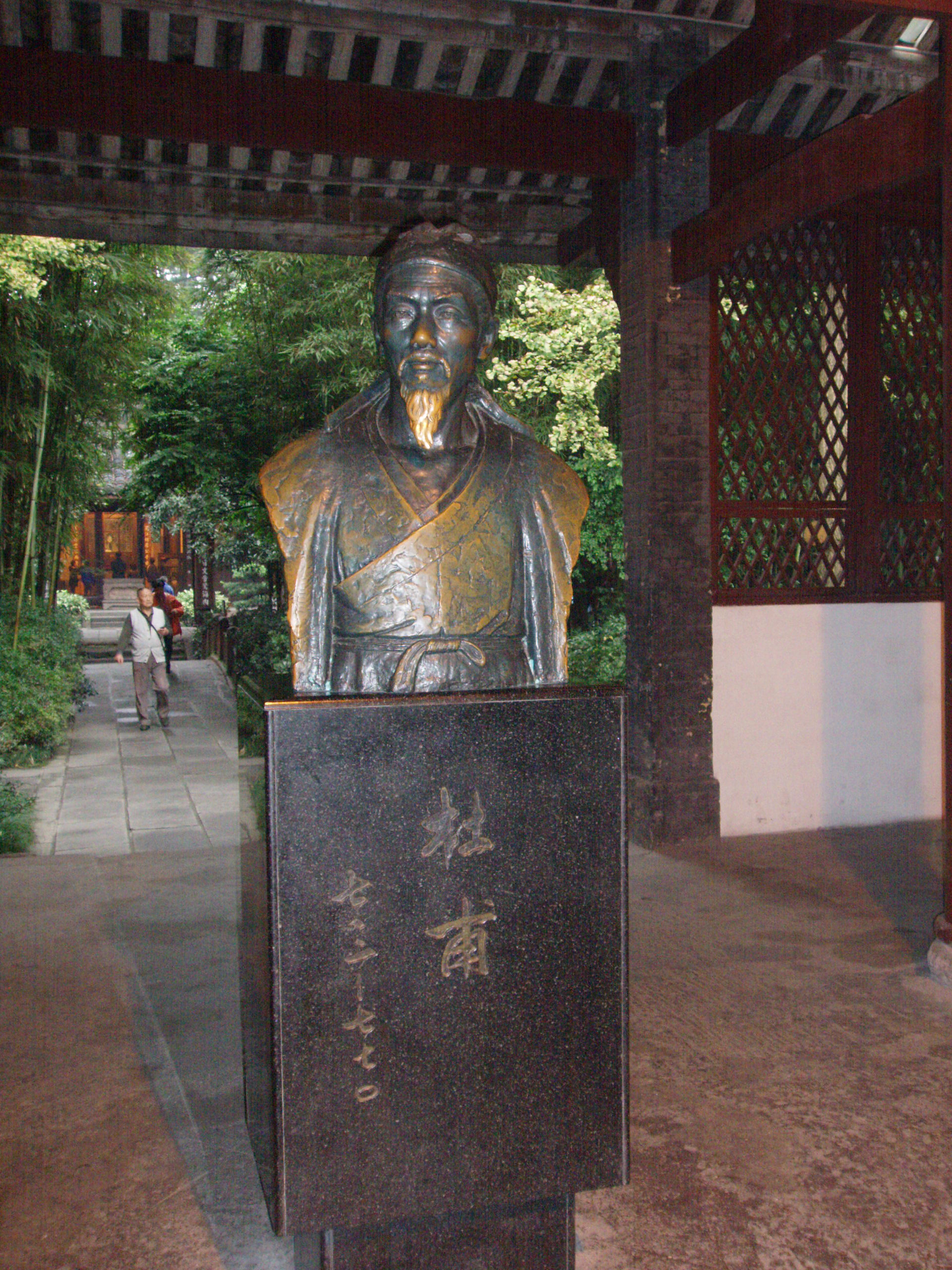
Socha básníka Tu Fu v jeho domku v Čchen–tu

Zlom znamenalo povstání generála An Lu-šana, které roku 756 donutilo císaře Süan-cunga k abdikaci ve prospěch svého třetího syna Sü-cunga. Tu Fu se pokusil odcestoval na dvůr nového císaře, ale byl zajat vzbouřenci a odvlečen do jimi dobytého Čchang-anu. Následujícího roku se Tu Fuovi podařilo uprchnout a vrátil se až po znovudobytí Čchang-anu císařskými vojsky. V hodnosti cenzora však nedosáhl valných úspěchů a pozice na venkovském úřadě se dobrovolně vzdal. Poté se spolu s rodinou vydal za obživou na jih Číny.
V roce 759 jeho strastiplný pochod skončil v zemi Šu (dnešním S´-čchuanu), kde si v okolí jejího hlavního města Čcheng-tu postavil chalupu a kde skoro tři roky s rodinou přebýval. Trpěl zde nemocemi, kterými se dříve nakazil, a snažil se nalézt klid ve vesnickém životě. Přesto se příležitostně vydával na výpravy ve státních službách. Hluboký hospodářský rozvrat země, který na svých cestách viděl, se promítl v jeho poezii. Během tohoto období vytvořil na 240 básní.  V zimě roku 762 císařská vojska dobyla Luo-jang a skoncovala tam s An Lu-šanovým povstáním. Tu Fu s rodinou se okamžitě vydal na cestu na sever zpět do své domoviny, zdržovalo ho však špatné zdraví a vysoký věk. Dva roky (mezi léty 766 a 768) strávil v oblasti Tří soutěsek. Z tohoto zralého období jeho tvorby pochází asi 400 básní. Jeho další cesta na sever skončila poblíž města Jüe-jang, kde v listopadu roku 770 zemřel. V tomto městě byl také pohřben, dokud jeho vnuk nepřenesl jeho ostatky do rodné vsi v blízkosti Luo-jangu. Epitaf na jeho hrob vytvořil básník Jüan Čen.

## Dílo

### České výbory z díla
- Kam spěchají ty květy (Praha a Litomyšl, Paseka 2003) - přeložil a přebásnil Jan Vladislav
- Zpěvy staré a nové Číny (VB, Praha, Mladá fronta 1953; Praha, SNKLHU 1957) - přel. Bohumil Mathesius a Jaroslav Průšek [jazyková spolupráce]
- Zpěvy staré Číny (VB, Praha, Melantrich 1939; Praha, Melantrich 1941; Praha, Melantrich 1946; Praha, Melantrich 1947; Praha, Melantrich 1949; Praha, SNKLHU 1960; Praha, SNKLU 1961; Praha, Odeon 1967; Praha, Československý spisovatel 1988, [souborné vydání, uspořádal Jiří Franěk]) - přel. Bohumil Mathesius a Jaroslav Průšek [jazyková spolupráce]